# Vierflüssebrunnen (Kassel)

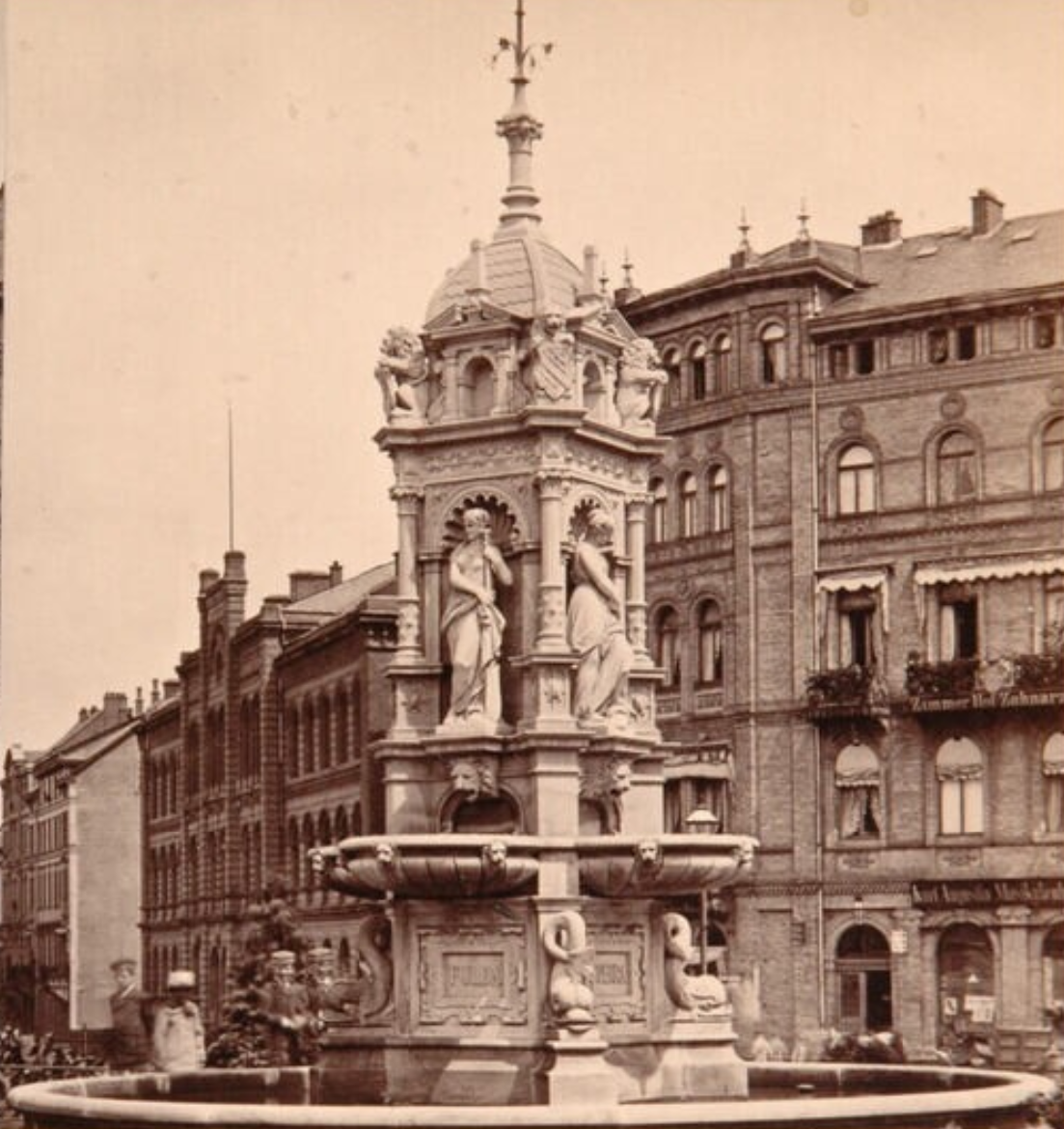
Der Brunnenstock im Jahr 1885

Der Vierflüssebrunnen war ein Brunnen auf dem früheren Friedrich-Wilhelms-Platz (ab 1947 Scheidemannplatz) in Kassel.

## Aussehen
Der Brunnen besaß einen quadratischen Grundriss. Der Sockel war mit vier Delphinen geschmückt, darüber erhoben sich zwei halbrunde Wasserbecken. Vier Nischen bildeten die nächste Stufe, die mit Schlagwerk, kannelierten Säulchen und Diamantquadern versehen war, von denen stehende weibliche Sandsteinfiguren als Allegorien der vier hessischen Flüsse Fulda, Werra, Lahn und Eder, welche von dem Kasseler Bildhauer Carl Echtermeyer angefertigt wurden. Der Brunnen mündete in einen kuppelartigen Dachaufbau, der mit einem Löwen, Sinnbild des Kurfürstentums Hessen, und mit Fensterädikulen versehen war.

## Geschichte

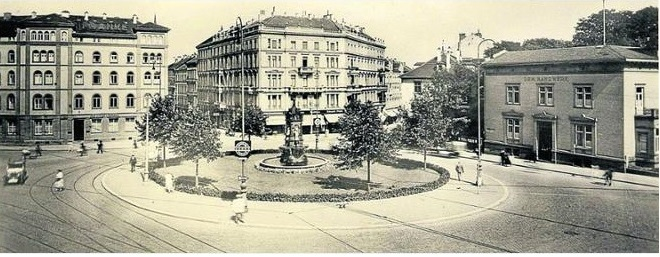
Friedrich-Wilhelmsplatz mit Vierflüssebrunnen gegen 1900

Der Brunnen wurde von Konsul Schmidt gestiftet und am 21. August 1881 eingeweiht. Die Gesamtplanung des Brunnens wurde vom Kasseler Akademiedirektor Hugo Schneider und die Steinmetzarbeiten von L. Herzog aus Hildesheim durchgeführt. Der Brunnen war 7,50 Meter hoch (einschließlich der Wetterfahne), und die Brunnenschale maß 5,50 Meter. Obwohl die Innenstadt Kassels im Zweiten Weltkrieg weitgehend zerstört wurde, überstand der Brunnen diesen unzerstört.
Im Rahmen des Wiederaufbaus der Stadt und Umgestaltung zur autogerechten Stadt wurde der Brunnen 1952 demontiert und im Bauhof eingelagert. Der weitere Verbleib des Brunnens ist heute unbekannt.

## Quelle
- Gedenktafeln am Kasseler Scheidemannplatz (Gestiftet von der CDU Kassel-Mitte im Mai 2013) – Bericht im Extra Tip

Koordinaten: 51° 18′ 58,9″ N, 9° 29′ 34,2″ O